# TOY BOX (岡村孝子のアルバム)
『TOY BOX』（トイ・ボックス）は、岡村孝子のソロデビュー20周年を記念したベストアルバム。2005年11月23日発売。発売元はBMG JAPAN。

## 解説
1985年、あみん活動休止後にソロデビューをしてから20周年を迎えるにあたって発売された企画盤。テレビ・映画・ラジオ等で使用された楽曲、いわゆるタイアップ・ソングを集めた2枚組仕様となっている。
タイトル『TOY BOX』は、「おもちゃ箱をひっくりかえしたような、楽しいアルバム」という意味を込めて名付けられた。首都圏の駅などに貼られた宣伝広告に掲載されたコピーは、「このアルバムの中には、あの頃のあなたがいます。」。青空をバックに、目を閉じて微笑む岡村の写真が起用された。なおその写真は、本アルバムと同時に発売されたライブDVD『Encore VI OKAMURA TAKAKO CONCERT TOUR 2005 Sanctuary』に付随のカラーピクチャー・ブックレット（初回生産盤のみ）にも掲載されている。
なお、1995年頃から2001年頃まで、ファンハウス（BMG JAPANの前身レコード会社）でなくイーストウェスト・ジャパンに在籍していたことから、その間に発表された楽曲は版権の都合上、タイアップ付であっても収録は見送られた。
DVDがコンパイルされた初回限定盤とCDのみの通常盤がある。DVDは、当時Nack5系列で日曜の朝に放送されたラジオ番組『Style Garden』の録音ブースでアナウンサーを交え、過去のミュージック・ビデオを見ながら曲にまつわる想い出を語っていく形式で進行されている。収録されたミュージック・ビデオは、ベストアルバム『DO MY BEST』（2002年7月24日発売）の初回限定盤DVDと重なっているものはフルサイズで収録されていないものが多い。13thアルバム『TEAR DROPS』（2003年9月23日発売）に収録されている楽曲「真実の泉」「おかえり」のミュージック・ビデオは、このDVDでのみ視聴可能である。これらはフルサイズで収録されている。

## 収録曲

### Disc 1
- 全作詞・作曲: 岡村孝子　（Except M-2　作詞: 来生えつこ 、作曲: 来生たかお）

|    | 曲名 | 演奏時間 | 編曲     |
| 1  | 風は海から | 4:42     | 萩田光雄 |
| 1  | FMヨコハマ「風は海から」テーマソング                                                                               |          |          |
| 2  | はぐれそうな天使                                                                                                   | 4:10     | 船山基紀 |
| 2  | ホンダ「トゥデイ」コマーシャルソング                                                                               |          |          |
| 3  | 夏の日の午後 | 4:55     | 田代修二 |
| 3  | TBS系テレビドラマ「恋とオムレツ」主題歌                                                                            |          |          |
| 4  | 夢をあきらめないで 『逆境ナイン』リマスタリング・バージョン                                                        | 4:45     | 田代修二 |
| 4  | 武蔵野予備校コマーシャルソング、テレビ朝日系「熱闘甲子園」挿入歌、東北電力企業CF、映画「逆境ナイン」主題歌、など。 |          |          |
| 5  | 電車 | 5:44     | 萩田光雄 |
| 5  | TBS BS-i ドラマ「恋する日曜日」主題歌                                                                              |          |          |
| 6  | Believe | 5:02     | 田代修二 |
| 6  | 日本テレビ系テレビドラマ「風少女」主題歌                                                                           |          |          |
| 7  | 輝き | 5:14     | 田代修二 |
| 7  | 花王製品シャンプー「メリット」CFソング                                                                             |          |          |
| 8  | 愛がほしい | 4:50     | 田代修二 |
| 8  | 日本テレビ系「知ってるつもり?!」初代エンディングテーマ・ソング                                                     |          |          |
| 9  | Kiss | 5:46     | 萩田光雄 |
| 9  | テレビ東京系テレビドラマ「僕が医者をやめた理由」主題歌                                                             |          |          |
| 10 | 満ち潮 | 5:25     | 萩田光雄 |
| 10 | 東芝企業CFソング                                                                                                   |          |          |
| 11 | 空の彼方まで | 5:24     | 田代修二 |
| 11 | 郵政省（現・日本郵政）「レタックス」コマーシャルソング                                                             |          |          |
| 12 | Good-Day 〜思い出に変わるならば〜                                                                                  | 5:00     | 清水信之 |
| 12 | 日本テレビ系スペシャルドラマ「5月の風 〜ひとりひとりの二人〜」主題歌                                               |          |          |
| 13 | ミストラル 〜季節風〜                                                                                              | 5:48     | 清水信之 |
| 13 | 第一生命「コーラス」イメージソング。コマーシャルには、岡村本人も出演した。                                         |          |          |
| 14 | 愛を急がないで | 5:03     | 萩田光雄 |
| 14 | 第一生命CMイメージソング、テレビ東京系テレビドラマ「幸せを急がないで 派遣OL恋物語」主題歌                          |          |          |

### Disc 2
- 全作詞・作曲: 岡村孝子

|    | 曲名 | 演奏時間 | 編曲       |
| 1  | 笑顔にはかなわない | 4:56     | 萩田光雄   |
| 1  | フジテレビ系バラエティ番組「うれしたのし大好き」エンディング・テーマソング |          |            |
| 2  | 卒業 | 4:40     | 田代修二   |
| 2  | TBS BS-i ドラマ「恋する日曜日」主題歌 |          |            |
| 3  | フォーエバー・ロマンス | 5:54     | 田代修二   |
| 3  | 日本テレビ系特別番組「皇太子様・雅子様 ご成婚スペシャル」テーマソング |          |            |
| 4  | ハレルヤ | 5:03     | 海老原真二 |
| 4  | TBS系バラエティ番組「どうぶつ奇想天外!」エンディング・テーマソング |          |            |
| 5  | 夢の途中 | 6:09     | 萩田光雄   |
| 5  | 日産火災（現・損保ジャパン）コマーシャル・イメージソング |          |            |
| 6  | 山あり 谷あり | 5:10     | 海老原真二 |
| 6  | フジテレビ・関西テレビ放送系テレビドラマ「福井さんちの遺産相続」主題歌 |          |            |
| 7  | ヒロイン 〜あの日の涙を忘れない〜 | 4:25     | 海老原真二 |
| 7  | NHK「アジア大会 '94 広島」イメージソング |          |            |
| 8  | Naturally | 5:47     | 海老原真二 |
| 8  | カルビー「ア・ラ・ポテト」CMソング |          |            |
| 9  | 明日への道 | 5:31     | 萩田光雄   |
| 9  | TBS系列「旅・わくわく」エンディングテーマ |          |            |
| 10 | 天晴な青空 | 5:25     | 萩田光雄   |
| 10 | TBS系情報番組「噂の!東京マガジン」エンディング・テーマソング |          |            |
| 11 | 真実の泉 | 4:38     | 萩田光雄   |
| 11 | 日本テレビ系情報番組「ザ・ワイド」エンディング・テーマ |          |            |
| 12 | 心のフレーム （Album Mix） | 4:40     | 萩田光雄   |
| 12 | 日本テレビ系「素顔が一番!」エンディング・テーマ |          |            |
| 13 | 春色のメロディー （Album Mix） | 5:08     | 萩田光雄   |
| 13 | アニメ映画「雲の学校」エンディング・テーマ |          |            |
| 14 | Merry X'mas to you 〜子供たちの明日が平和でありますように〜 | 5:08     | 萩田光雄   |
| 14 | このアルバムのために書き下ろされた。アルバム中、唯一タイアップがない曲。2008年5月時点では、このアルバムでだけ聴くことができる。タイトルどおりに子どもたちの平和、世界の平和を願って歌われたクリスマスソング。2006年暮れに行われたクリスマス・イベント「Christmas Picnic」でも披露された。 |          |            |

### DVD
- Style Garden Special

1. はぐれそうな天使 - 映像作品『Noël』より。
2. Baby, Baby - 映像作品『Noël』より。
3. 夢をあきらめないで - ベストアルバム『DO MY BEST』初回DVDより。
4. 心の草原 - ベストアルバム『DO MY BEST』初回DVDより。
5. Good-Day 〜思い出に変わるならば〜 - 映像作品『mistral』より。
6. ミストラル 〜季節風〜 - 映像作品『mistral』より。
7. フォーエバー・ロマンス - 初収録のミュージック・ビデオ。
8. 虹を追いかけて - 映像作品『Encore III』より。
9. 天晴な青空 - シングル「天晴な青空#CD EXTRA」より。
10. 真実の泉 - 初収録のミュージック・ビデオ。
11. おかえり - 初収録のミュージック・ビデオ。

## 関連作品

### Disc 1
- 夢をあきらめないで 『逆境ナイン』リマスタリング・バージョン　　M-4
- 夢の樹　　M-1
- 私の中の微風　　M-2・3
- liberté　　M-5
- SOLEIL　　M-6・7
- Eau Du Ciel （天の水）　　M-8
- Kiss ～à côté de la mer～　　M-9・10・11
- Chou-fleur　　M-12・14
- mistral　　M-13

### Disc 2
- 満天の星　　M-1・2・3
- SWEET HEARTS　　M-4・5・6・8・9
- TEAR DROPS　　M-10・11
- Sanctuary　　M-12・13
- HISTOIRE　　M-7